# Pronephrium articulatum
Pronephrium articulatum är en kärrbräkenväxtart som först beskrevs av John Houlston och Thomas Moore och som fick sitt nu gällande namn av Richard Eric Holttum. 
Pronephrium articulatum ingår i släktet Pronephrium och familjen Thelypteridaceae. Inga underarter finns listade i Catalogue of Life.